# 小伯克街
小伯克街是澳大利亚墨尔本中央商务区的一条街道，霍德尔路网内，东西走向，是一条向西的单行道。西到史宾塞街，东到司布林街。这条街从斯旺斯顿街到益士比臣街路段是墨尔本唐人街，也是这条街的一大特色。 
大型百货公司迈尔公司、大卫琼斯以及高档购物中心墨尔本商场）都有入口开在小伯克街，中心内有掛毯公司、邁可·寇斯、Ted Baker、Mulberry和Furla，门面在斯旺斯顿街和伊丽莎白街之间的小伯克街。墨尔本邮政总局的后门也在这条街上。高端餐厅位于展览街与司布林街之间。